# 努敏河
努敏河也作诺敏河，位于中华人民共和国黑龙江省中部，是呼兰河右岸的一条支流，发源于绥棱县北股流林场西北的山区，南流至绥棱林业局红旗村以东转西南，流经绥棱县中部和绥化市北林区北部，于望奎县海丰镇八方村前八方以东，右纳克音河后转南流，成为望奎县与北林区的界河，于北林区秦家镇西口子村索（所）家屯西南汇入呼兰河。努敏河全长285千米，流域面积5759平方千米，河道平均比降1.14‰，年均径流量9.23亿立方米。努敏河上中游地区森林茂密，下游地区为农耕区，主要种植水稻、玉米、大豆等，是中国商品粮基地，黑龙江省大豆主产区之一。